# Hell on Wheels (Album)
Hell on Wheels (englisch für „Hölle auf Rädern“) ist das erste Livealbum der US-amerikanischen True-Metal-Band Manowar. Es wurde als Doppel-CD im Jahre 1997 veröffentlicht.

## Entstehung
Das Livealbum wurde im Rahmen der Hell on Wheels – World Tour 1996/1997 aufgenommen und produziert. Es beinhaltet Lieder aus über 12 Ländern, die von Manowar 1996 und 1997 betourt wurden. Bis auf ein Piano-Zwischenspiel und die Sound-Collage Warriors of the World stammen alle Lieder von den regulären Manowar-Alben.
Laut Joey DeMaio wurden etwa 60 Shows ausgewertet, um den Fans das bestmögliche Ergebnis abzuliefern und mehr Länder bei der Auswahl zu berücksichtigen. Overdubs seien keine auf dem Album.

## Titelliste
CD 1
1. Manowar – 5:23 – aufgenommen am Samstag, 5. April 1997 der Sporthalle, Tschechien
2. Kings of Metal – 3:33 – aufgenommen am Sonntag, 23. März 1997 in Düsseldorf – Philipshalle, Deutschland
3. Kill with Power – 3:29 – aufgenommen am Dienstag, 15. April 1997 in Madrid – Riviera, Spanien
4. Sign of the Hammer – 4:51 – aufgenommen am Dienstag, 29. April 1997 in Brüssel – Forest National, Belgien
5. My Spirit Lives On – 4:25 – aufgenommen am Donnerstag, 3. April 1997 in Budapest – Petofi Halle, Ungarn
6. Piano Interlude – 1:29 – aufgenommen am Freitag, 18. April 1997 in Barcelona – Zeleste, Spanien
7. Courage – 4:15 – aufgenommen am Sonntag, 20. April 1997 in Valencia – Auditorium, Spanien
8. Spirit Horse of the Cherokee – 5:07 – aufgenommen am Donnerstag, 27. Mai 1997 in Böblingen – Sporthalle, Deutschland
9. Blood of My Enemies – 4:22 – aufgenommen am Freitag, 15. November 1996 São Paulo – Olympia, Brasilien
10. Hail and Kill – 8:17 – aufgenommen am Dienstag, 22. April 1997 in Cascais – Pahilhao, Portugal
11. Warriors of the World – 3:01 – Zusammenschnitte mehrerer Konzerte

CD 2
1. Wheels of Fire – 4:34 – aufgenommen am Samstag, 23. November 1996 in Buenos Aires – Camento, Argentinien
2. Metal Warriors – 3:47 – aufgenommen am Dienstag, 22. April 1997 in Cascais – Pahilhao, Portugal
3. Army Of The Immortals – 4:51 – aufgenommen am Mittwoch, 2. April 1997 in Wien – Librahalle, Österreich
4. Black Arrows – 10:15 – Teil 1. aufgenommen am Samstag, 29. März 1997 Hanau – August 12, Deutschland; Teil 2. aufgenommen am Dienstag, 15. April 1997 in Madrid – Riviera, Spanien; Teil 3: aufgenommen am Dienstag, 29. April 1997 in Brüssel, Forest National, Belgien
5. Fighting the World – 4:24 – aufgenommen am Freitag, 25. April 1997 in Zürich – Volkshaus, Schweiz
6. Thor (The Powerhead) – 5:07 – aufgenommen am Sonntag, 27. April 1997 in Tilburg – Noorderligt, Holland
7. King – 4:58 – aufgenommen am Sonntag, 7. September 1997 in Essen – Songs Like Tornados Festival, Deutschland
8. The Gods Made Heavy Metal – 5:32 – aufgenommen am Freitag, 4. April 1997 in Passau – Nibelungenhalle, Deutschland
9. Black Wind, Fire and Steel – 7:24 – aufgenommen am Sonntag, 20. April 1997 in Valencia – Auditorium, Spanien
10. Return of the Warlord – 4:40 – aufgenommen am Freitag, 21. März 1997 in Halle – Eissporthalle, Deutschland
11. Carry On – 3:07 – aufgenommen am Freitag, 18. April 1997 in Barcelona – Zeleste, Spanien
12. Battle Hymn – 12:40 – aufgenommen am Samstag, 7. Juni 1997 in Mailand – Pavalobis Gods Of Metal Festival, Italien

## Singleauskopplung
Im Vorfeld wurde das Lied Courage als Single ausgekoppelt. Die Single enthält zusätzlich eine remasterte Version des Liedes als Studiotrack und Metal Warriors in der Liveversion vom Album.

## Erfolg
Das Livealbum erreichte in Deutschland Platz #37 der Charts.

## Trivia
- Von der LP gibt es zwei verschiedene Versionen. Eine Version in schwarzem und eine in rotem Vinyl.
- Im Booklet finden sich unter anderem die gesamten Tourdaten der Hell on Wheels World Tour.
- Das Stück Warriors of the World, das sich am Schluss der ersten CD befindet, ist nicht zu verwechseln mit dem Lied Warriors of the World United, das 2002 auf dem Studioalbum Warriors of the World veröffentlicht wurde. Es handelt sich bei diesem Titel um Zusammenschnitte mehrerer Konzerte und Ansprachen im Rahmen der damaligen Tournee.